# Royce D. Applegate
Pour les articles homonymes, voir Applegate.
Royce D. Applegate est un acteur américain né le 25 décembre 1939 à Midwest City et mort à Hollywood le 1er janvier 2003 à l'âge de 63 ans.

## Biographie
Né un jour de Noël et mort accidentellement dans un incendie un 1er janvier, cet acteur de seconds rôles fut souvent vu chez les frères Coen, Roger Donaldson ou Ron Howard.
Il fut à ses débuts appelé « Roy » Applegate et tourna son premier film en 1972 auprès de Burt Reynolds et Raquel Welch.

## Filmographie partielle

### Au cinéma
- 1972 : Ils ne tuent que leurs maîtres (They Only Kill Their Masters) de James Goldstone
- 1972 : Les Poulets de Richard A. Colla
- 1981 : La Folle Histoire du monde (History of the World: Part I) de Mel Brooks
- 1981 : Back Roads de Martin Ritt
- 1984 : Splash de Ron Howard
- 1987 : Million Dollar Mystery de Richard Fleischer
- 1988 : Le Sang du châtiment (Rampage) de William Friedkin
- 1992 : Sables mortels (White Sands) de Roger Donaldson
- 1993 : Gettysburg de Ronald F. Maxwell
- 1994 : Guet-apens de Roger Donaldson
- 1998 : Dr. Dolittle de Betty Thomas
- 2000 : O'Brother de Joel Cohen
- 2002 : Rêve de champion (The Rookie) de John Lee Hancock
- 2003 : Pur Sang, la légende de Seabiscuit (Seabiscuit) de Gary Ross
- 2003 : Intolérable Cruauté (Intolerable Cruelty) de Joel Cohen
- 2003 : Gods and Generals : général de brigade James L. Kemper
- 2004 : Talking in Your Sleep de Danica McKellar

### À la télévision
- 1979 : Drôles de dames (Série TV) saison 4 épisode 3 : Bingo
- 1981 : La Petite Maison dans la prairie (The House on the Prairie) (Série TV) saison 8, épisode 7 (Black Jake (The Legend of Black Jake) ) : Georgie
- 1981 : Shérif, fais moi peur (The Dukes of Hazzard, série TV) : Harry Ray (Saison 3, épisode 22 : Les chauffeurs de Taxi)
- 1985 : Shérif, fais-moi peur (série télévisée) saison 7 épisode 16 "Un mariage à boutons" : L'expert en assurance
- 1989 : Le Carnet fatal (Mike Hammer: Murder Takes All) de John Nicolella (en)
- 1998 : Embrouille à Poodle Springs (Poodle Springs) de Bob Rafelson